# Inguraidhoo
Inguraidhoo är en ö i Maldiverna. Den ligger i den norra delen av landet, 155 km norr om huvudstaden Malé. Geografiskt är den en del av Norra Maalhosmadulu atoll och tillhör administrativt Raa atoll. 
Tropiskt monsunklimat råder i trakten. Årsmedeltemperaturen i trakten är 26 °C. Den varmaste månaden är april, då medeltemperaturen är 28 °C, och den kallaste är januari, med 26 °C. Genomsnittlig årsnederbörd är 2 146 millimeter. Den regnigaste månaden är november, med i genomsnitt 363 mm nederbörd, och den torraste är februari, med 52 mm nederbörd.